# Ben W. Olcott
Ben Wilson Olcott, född 15 oktober 1872 i Keithsburg, Illinois, död 21 juli 1952 i Portland, Oregon, var en amerikansk republikansk politiker. Han var Oregons guvernör 1919–1923.
Olcott hade ett antal olika slags jobb under sin livstid, bland annat letade han guld och var verksam som bankdirektör.
Olcott efterträdde 1911 Frank W. Benson som Oregons statssekreterare. År 1912 gifte han sig med Lena Hutton. År 1919 efterträdde han James Withycombe som guvernör och efterträddes 1923 av Walter M. Pierce.